# Chochenyos

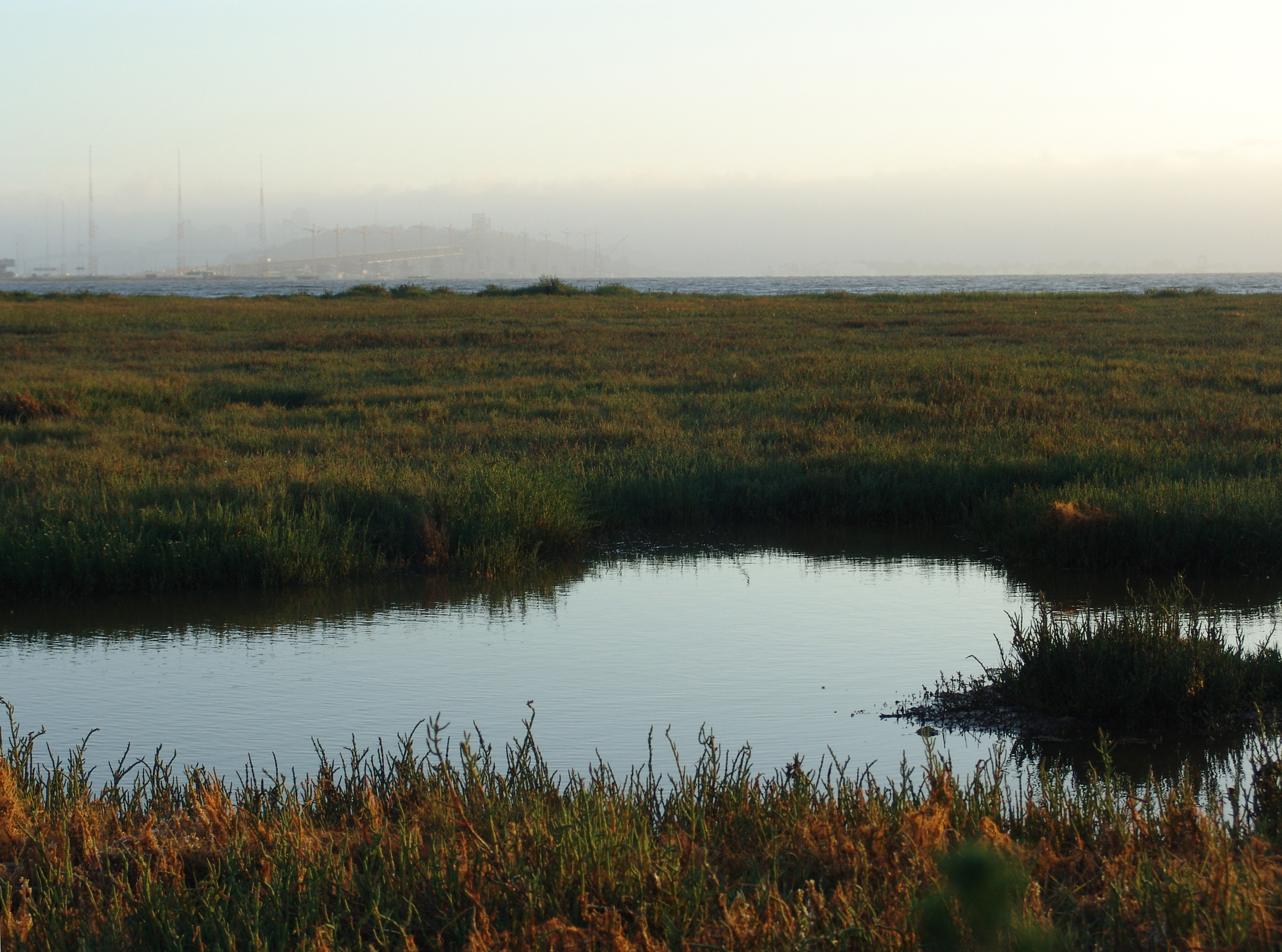
Fangals d'Emeryville davant la badia de San Francisco, llar dels chochenyos.

Els chochenyos (també anomenats chocheño, chocenyo) és una de les vuit divisions dels amerindis Ohlone (Costanoan) del Nord de Califòrnia. Vivien al cantó oriental de la badia de San Francisco ("East Bay"), principalment en l'actual comtat d'Alameda, i també al comtat de Contra Costa, a les muntanyes costaneres de Mount Diablo.
EL chochenyo (també Chocheño i costano de la badia est) també era el nom de la llengua que parlaven, una de les llengües ohlone que formava part de les llengües utianes. Lingüísticament, chochenyo, tamyen i ramaytush es consideren com a dialectes de la mateixa llengua.
Les tribus ohlone tenien una societat caçadora-recol·lectoras que es van instal·lar a la regió de la badia de San Francisco al voltant de l'any 500, desplaçant als esselens. En territori chochenyo datacions recents dels antics Newark i Emeryville Shellmound testimonien que la zona de la badia era habitada des del mil·lenni IV aC.
El territori chochenyo limita amb el dels karkins al nord (a Mount Diablo), els tamyens al sud i sud-oest, la badia de San Francisco a l'oest i se superposa una mica a l'est amb els miwoks de la badia i els Yokuts.
Durant l'Era de les Missions de Califòrnia els chochenyos foren traslladats en massa a la Missió de San Francisco de Asís (fundada el 1776) a San Francisco, i la Missió de San José de Fremont (fundada en 1797). La majoria es va traslladar a una d'aquestes missions i van ser batejats, van viure i foren educats com a catòlics neòfits, també coneguts com a indis de missió, fins que les missions van ser clausurades pel govern mexicà en 1834. Llavors el poble es van veure sense terra. Una gran majoria dels chochenyos van morir de malalties a les missions i només en restava una fracció el 1900. La parla dels dos últims parlants nadius de chochenyo va ser documentat en la dècada de 1920 a les notes de camp no publicades del lingüista la Bureau of American Ethnology John Peabody Harrington.
Avui els chochenyos s'han unit amb altres ohlone de la badia de Sat Francisco sota el nom de la Tribu Muwekma Ohlone. Cap al 2007 la tribu Muwekma Ohlone havia demanat el reconeixement federal.

## Tribus i viles chochenyos
La badia de l'est i valls de muntanya cap a l'est van ser poblades amb dotzenes de tribus i pobles chochenyo. Vegeu:
- Tribus i viles ohlone, East Bay